# Юзеф Турчинський

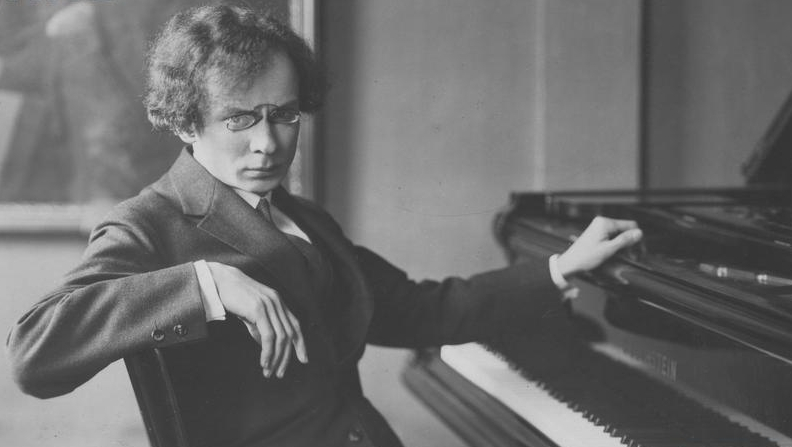
Юзеф Турчинський у 1930 році

Юзеф Турчинський (нар. 2 лютого 1884, Житомир — 27 грудня 1953, Лозанна, Швейцарія) — польський піаніст, викладач і редактор творів Шопена.

## Біографія
Юзеф почав вчитися гри на скрипці та фортепіано в ранньому дитинстві під керівництвом батька. Навчався гри на фортепіано в Петербурзі в Анни Єсипової. Там він також вивчав право в університеті. У 1907 році він перебував у Києві, де отримав диплом юриста, а потім поїхав до Відня на майстер-класи у Ферруччо Бузоні. У січні 1912 року брав участь у конкурсі піаністів у Петербурзі, де здобув першу премію.
Петербурзька преса писала про нього, що: «він виявився надзвичайним піаністом»; «він затьмарив усіх своїх конкурентів […], викликаючи загальне захоплення та захоплення як своєю чудовою технікою, красою та різноманітністю штрихів у поєднанні з ідеальною обробкою, так і своєю спонтанною здатністю грати кожну п'єсу з ентузіазмом і натхненням».
Відтоді він починає інтенсивно розвивати свою віртуозну діяльність, виступаючи у Варшаві, Санкт-Петербурзі, Києві, Берліні, Лейпцигу, Парижі та ін. Отримавши в 1914 році рукопис Фортепіанного квінтету соль мінор ор. 34 Юліуша Зарембського, він інтенсивно його популяризував і опублікував у 1931 році. У 1920 році оселився у Варшаві, де прийняв посаду професора вищого курсу фортепіано у Варшавській консерваторії. З 1933 року він також викладав у заснованому ним Інституті фортепіано. Важливим моментом у його творчому житті стала його зустріч з Ігнацієм Яном Падеревським у Моржі, під час якої він подарував відомому композитору свою Сонату мі-мінор. Падеревський, захоплений його талантом і чудовою інтерпретацією цієї композиції, дав йому кілька уроків. «Ніколи за все своє життя я не навчився стільки, скільки під час кількох сеансів із Падеревським», — сказав він через роки.
Упродовж майже двох десятиріч (1920–1939) щорічно гастролював по Європі (Італія, Франція, Німеччина, Болгарія, Югославія , Швейцарія, Данія, Естонія та ін.). У 1937 році разом із Падеревським і Людвіком Бронарським розпочав роботу над виданням Повного зібрання творів Шопена. Початок Другої світової війни застав його в Морже з Падеревським. Позбавлений будь-яких засобів до існування, завдяки заступництву майстра, він почав виступати у Швейцарії. Він грав твори Шопена, Падеревського, Зарембського та Шимановського та акомпанував своїй дружині співачці в піснях Шопена, Монюшка, Падеревського, Шимановського та інших. Після війни до Польщі не повернувся. У 1946 році він гастролював по Англії, а в сезоні 1950/1951 вирушив у майже річний тур Південною Америкою. Мав великий авторитет у музичних колах. У його репертуарі були всі твори Шопена, які він іноді представляв у серії сольних концертів. Був членом журі Міжнародних конкурсів імені Шопена у Варшаві (1927, 1932 і 1937). Останні роки провів у Лозанні та Ріо-де-Жанейро. Там він також давав концерти, викладав фортепіано та проводив майстер-класи з інтерпретації творів Шопена.
Його учнями були: Вітольд Малкужинський, Генрик Штомпка, Станіслав Шпінальський, Маріла Йонас, Марія Вількомірська, Александер Сенкевич, Ядвіга Сукенніцка, Станіслав Станевич, Макс Фішман, Мечислав Вайнберг, Галина Черни-Стефанська та інші.
Крім його викладацької діяльності, особливе значення Юзефа Турчинського пов'язане з його участю в роботі колективу, який привів до колективного видання повного зібрання творів Фридерика Шопена, що мав ім'я Падеревського, але насправді основну працю зробили Турчинський і Бронарський. Це видання, попри його очевидні недоліки, встановило досить високий стандарт видавничої роботи, що відповідав тогочасному стану музикознавства, і сприяло поширенню всього збірника творів Шопена в Польщі та в усьому світі.

## Нагороди
- Офіцерський хрест ордена Відродження Польщі (9 листопада 1931)[1]
- Кавалер ордена Почесного легіону (Франція)[2]
- Орден «За громадянські заслуги» (Болгарія)[2]
- Орден Корони Італії (Італія, 1932)[2][3]
- Медаль «За заслуги» (Італія)[2]
- Медаль Мілана (Італія)[2]